# Mladí sociální demokraté
Mladí sociální demokraté (zkratka MSD, nebo také Mladí SocDem) je nezávislý a samostatný spolek sociálnědemokratické orientace sdružující mladé lidi ve věku od 15 do 35 let. Ideovými východisky spolku jsou sociálnědemokratické hodnoty svobody, solidarity, sociální spravedlnosti, pokroku, emancipace, politické a ekonomické demokracie, internacionalismu, radikální demokracie a lidských práv.
MSD spolupracují s politickou stranou Sociální demokracie a jsou členy Mezinárodní unie socialistické mládeže (IUSY) a organizace Mladí evropští socialisté (YES). Občasníkem Mladých sociálních demokratů byl časopis Ventil.

## Historie

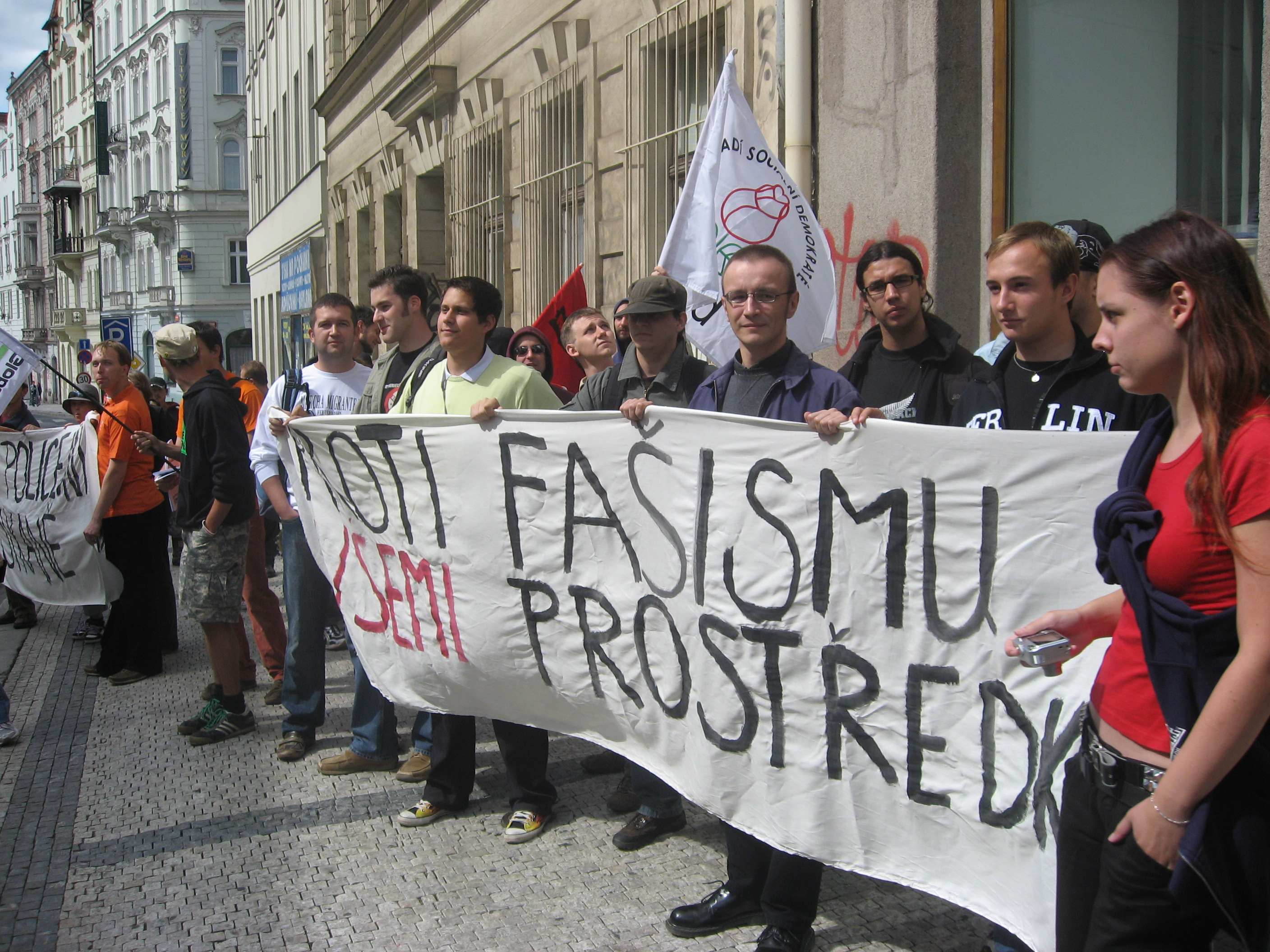
Členové a příznivci Mladých sociálních demokratů na neohlášeném shromáždění u Karlova náměstí, 2007

Mladí sociální demokraté byli založeni v roce 1990. Mezi jejich členy patřila celá řada později vrcholných českých politiků, například premiéři Stanislav Gross nebo Bohuslav Sobotka, senátor a kandidát na prezidenta České republiky Jiří Dienstbier mladší, místopředseda vlády Jan Hamáček nebo ministr zahraničních věcí Tomáš Petříček.

### XIII. sjezd
Ve dnech 7.–8. září 2012 se konal v Plzni XIII. sjezd, na kterém bylo zvoleno vedení MSD pro následující dva roky a schválena nová podoba stanov. Během diskuse delegáti Sjezdu ostře odsoudili politiku tehdejšího pravicového kabinetu, zejména se tvrdě postavili proti zápisnému na veřejných vysokých školách, druhému pilíři důchodové reformy a církevním restitucím. Pozici předsedy MSD obhájil zastupitel hl. m. Prahy Lukáš Kaucký, funkci 1. místopředsedy pak Petr Šelepa, tajemník předsedy České strany sociálně demokratické (od roku 2023 Sociální demokracie) Bohuslava Sobotky, místopředsedou pro zahraničí byl zvolen tajemník delegace ČSSD v Evropském parlamentu Stijn Croes. Dalšími místopředsedy byli zvoleni Tomáš Meisner, Lucie Válová, Marie Nenutilová a Pavel Machala, předsedou ústřední kontrolní komise se stal František Střída.

### XIV. sjezd
Ve dnech 5.–7. září 2014 se konal ve Frýdku-Místku v pořadí již XIV. sjezd Mladých sociálních demokratů v klíči 1:1 (tzn. každý člen měl hlas rozhodující). Poprvé v historii organizace, která v roce 2015 oslavila 25 let, se stala předsedkyní žena – Lucie Válová. Za 1. místopředsedkyni byla zvolena Kristýna Šircová. Místopředsedkyní pro zahraničí se poté stala Vendula Havlíková a řadovými místopředsedy Vladimír Novák, Tomáš Meisner, Petr Orieščík a Lenka Peterová. Staronovým předsedou ÚKK byl zvolen František Střída.
Mladí sociální demokraté si schválili i Programové zásady, kde se vyjádřili pro plošný zákaz kouření ve veřejných prostorech, podporu dětských skupin, absolutní zákaz heren, rozvoj duálního vzdělávání, daňové slevy při zaměstnávání absolventů, adopci dětí homosexuálními páry a další.

### XV. sjezd
XV. volební sjezd MSD se uskutečnil v hlavním městě Praze ve dnech 2.–3. září 2016. Předsedou organizace byl zvolen Radek Hlaváček, statutární místopředsedkyní Lenka Peterová, místopředsedkyní pro hospodaření Markéta Zahradníčková, místopředsedou pro zahraničí Matouš Hruška a řadovými místopředsedy se stali Jakub Malačka, Radka Maděrová a Andrea Ioele. Předsedkyní ústřední kontrolní komise se stala Kateřina Peštová.

### XVII. sjezd
XVII. sjezd MSD se uskutečnil 27. února 2021 kvůli přetrvávající epidemické situaci v on-line podobě. Předsedou spolku byl zvolen Lukáš Ulrych, 1. místopředsedou Tomáš Kocourek. Zbylými členy předsednictva se stali Alžběta Kálalová, Filip Červenka, Daniela Smetanová, Jan Jirmus a Jan Procházka. Za předsedu ÚKK byl vybrán Radek Hlaváček.

### XVIII. sjezd

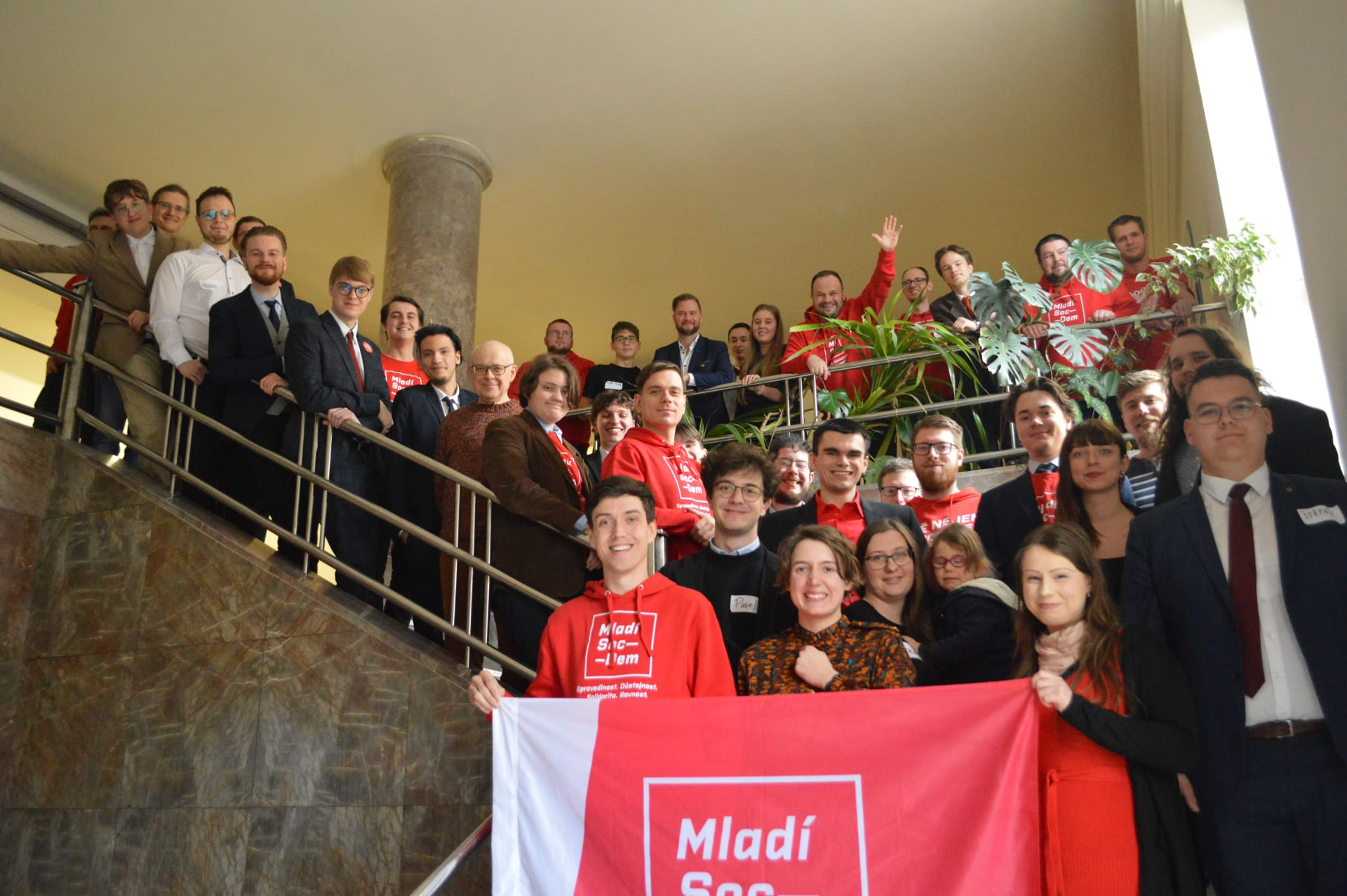
Mladí sociální demokraté při XVIII. sjezdu v Dělnickém domě na Kladně s předsedou ČSSD Michalem Šmardou a s bývalým eurokomisařem, premiérem a předsedou ČSSD Vladimírem Špidlou

XVIII. sjezd MSD se konal 17. až 19. února 2023 ve středočeském Kladně. Pozici předsedy spolku obhájil Lukáš Ulrych, první místopředsedkyní byla zvolena Alžběta Kálalová. Dalšími místopředsedy se stali Radim Botek, Šarlota Hálová, Matěj Křížecký, Pavel Novotný a Štěpán Ordoš. Předsedou ústřední kontrolní komise byl znovuzvolen někdejší předseda spolku Radek Hlaváček. Členové Mladých sociálních demokratů přijali aktuální programové teze, mezi nimiž byly i principy sociálně demokratické daňové politiky. Přijaty byly též Základní ideové principy Mladých sociálních demokratů, které byly zaneseny přímo do stanov spolku. Znovuzvolený předseda MSD Lukáš Ulrych byl v průběhů sjezdu vyzván ke kandidatuře do předsednictva ČSSD na nadcházejícím sjezdu strany v létě 2023. Mezi významné hosty, kteří na XVIII. sjezd MSD zavítali, patřili například předseda ČSSD Michal Šmarda, bývalý premiér České republiky, někdejší předseda strany a eurokomisař Vladimír Špidla či ředitel Masarykovy demokratické akademie Patrik Eichler. Sjezdu se zúčastnili též zástupci Mladých lidovců, Mladého Pirátstva, Mladých starostů a nezávislých a Mladých zelených a zahraniční delegace mládežnických sociálně demokratických organizací z Polska a Rakouska.

### XX. sjezd
XX. sjezd Mladých sociálních demokratů se odehrál 15. února 2025 na Kladně. Předsedou byl zvolen bývalý předseda středočeské organizace Luděk Svoboda, funkci první místopředsedkyně obsadila Šarlota Hálová. Řadovými místopředsedy byli zvoleni Vojtěch Nezbeda, Daniel Chrząszcz, Šimon Machálek, Matěj Kolek a Jan Didi, předsedou ústřední kontrolní komise Štěpán Ordoš. Hosty sjezdu byli mimo jiné bývalý eurokomisař László Andor, ředitel MDA Patrik Eichler nebo statutární místopředseda Sociální demokracie Lubomír Zaorálek.

## Struktura a činnost
Nejvyšším orgánem MSD je sjezd, který se koná pravidelně každé dva roky. Delegáti sjezdu volí sedmičlenné předsednictvo. Mezi volebními sjezdy je vrcholným orgánem ústřední rada, která je složená z členů předsednictva a ze zástupců reprezentujících jednotlivé kraje. Kontrolním orgánem MSD je ústřední kontrolní komise.
Základní organizační jednotkou jsou okresní kluby, které mají působnost na území jednotlivých krajů. Dále působí krajské rady, které zastřešují fungování okresních klubů v jednotlivých krajích.
Jádrem činnosti MSD je vzdělávání mladých lidí prostřednictvím seminářů, přednášek a diskusí, které jsou pořádány jak v rámci této organizace, tak na půdě středních a vysokých škol. Důležitou součástí činnosti je i pořádání sportovních a volnočasových aktivit, účast na demonstracích, přímých akcích, charitativních projektech a spolupráce se zahraničními partnery.

## Vedení

### Seznam předsedů
- Robert Šimarek (1990)
- Stanislav Gross (1990–1994)
- Martin Hoferek
- Zbyněk Rýpar
- Jiří Dienstbier mladší (2000–2002)
- Jan Hamáček (2002–2006)
- Petr Dolínek (2006–2010)
- Lukáš Kaucký (2010–2014)
- Lucie Válová (2014–2016)
- Radek Hlaváček (2016–2021)
- Lukáš Ulrych (2021–2025)
- Luděk Svoboda (od 2025)